# 全国農協食品
全国農協食品株式会社（ぜんこくのうきょうしょくひん）は、東京都渋谷区千駄ヶ谷に本社を置く食品流通会社。全国農業協同組合連合会の100%子会社である。冷凍・レトルト米飯「農協ごはん」や業務用加工食品の製造販売、学校給食事業などを行う。

## 事業所
- 本社 - 〒151-0051 東京都渋谷区千駄ヶ谷5-32-10
- 久喜事業所・久喜学校給食センター・ライスセンター - 〒346-0028 埼玉県久喜市河原井町14
- 関東工場 - 〒321-0051 栃木県真岡市寺内652-1
- 西日本支店 - 〒530-0047 大阪府大阪市北区西天満1-2-5
- 札幌営業所 - 〒060-0042 北海道札幌市中央区大通西7丁目1番地1号
- 名古屋営業所 - 〒460-0002 愛知県名古屋市中区丸の内2丁目18番25号
- 福岡営業所 - 〒810-0842 福岡県福岡市中央区赤坂1丁目16番10号

## 沿革
- 1974年 - 会社設立
- 1975年 - 東京都の八王子事業所・久喜事業所開設
- 1977年 - 久喜市の学校給食事業受託、レトルト米飯販売開始
- 1981年 - 埼玉県北本市の学校給食事業受託
- 1982年 - 兵庫県西宮市に関西工場完成、夕食食材の宅配事業開始
- 1986年 - 外食産業への農畜産物の販売、果実類の通販事業を開始
- 1993年 - 八王子事業所を閉鎖、米飯事業を関西工場へ集約
- 2000年 - 栃木県真岡市に関東工場完成、米飯事業を関東工場へ集約